# Kingston Lisle
Kingston Lisle es un pueblo y parroquia civil del Vale of White Horse, Oxfordshire, ubicado aproximadamente a 4,5 millas (7 km) al oeste de Wantage y a 5 millas (8 km) al sudsudeste de Faringdon. La parroquia incluye a la aldea de Fawler, localizada a casi 0,5 millas (805 m) al oeste del pueblo de Kingston Lisle. En el censo del 2011 se registró que la población de la parroquia era de 225 habitantes.
Kingston Lisle fue parte de Berkshire hasta 1974, cuando Vale of White Horse pasó a formar parte de Oxfordshire a raíz de cambios en los límites gubernamentales.

## Geografía
El pueblo es un asentamiento de línea de manantial al pie de Blowing Stone Hill, que forma parte de la escarpadura de Berkshire Downs. La parroquia mide alrededor de 4,5 millas (7 km) de norte a sur y casi 1,25 millas (2 km) de ancho en el punto más ancho.
El punto más alto en la parroquia es Rams Hill, a 764 pies (233 m) de altura sobre el nivel del mar, y se encuentra en la escarpadura de Berkshire Downs, más o menos a 1 milla (1,6 km) al sudoeste del pueblo y en el límite de la parroquia con Uffington.

## Arqueología
El Ridgeway pasa por la parroquia a menos de 1 milla (1,6 km) al sur del pueblo, el cual es un sendero prehistórico que ahora funciona como un tramo de larga distancia.

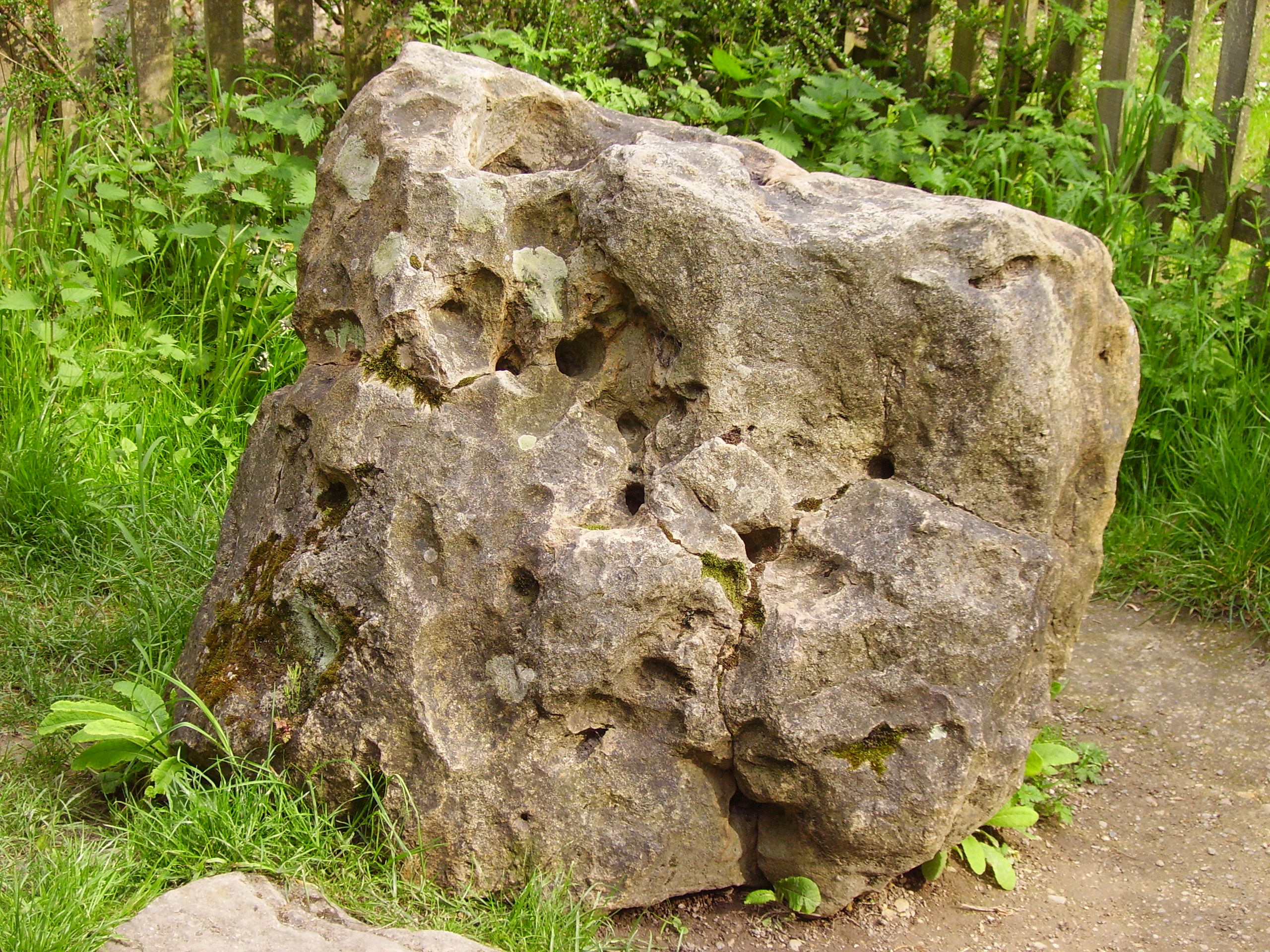
Blowing Stone

Un sarsen con agujeros conocido como Blowing Stone (lit. 'Piedra para soplar', en español) se halla aproximadamente a 0,25 millas (402 m) al sur del pueblo. Disfruta de cierto renombre gracias a una leyenda que dice que el rey Alfredo el Grande sopló a través de ella para reunir a sus tropas para la batalla de Ashdown en el año 871.

## Topónimo
"Kingston" es un topónimo común proveniente del inglés antiguo, y significa sencillamente un tūn del rey, y tūn a su vez significa 'valla', por lo que pasó a denotar un recinto, una granja o un señorío. Una entrada del año 1220 en el Book of Fees (lit. 'Libro de Tarifas', en español) lo registra como Kingeston. Adicionalmente, existe una etimología popular que sugiere que se deriva de "King’s Stone" (lit. ‘Piedra del rey’, en español), en referencia a la Blowing Stone.
El sufijo "Lisle" fue añadido en el siglo XIV, cuando era el apellido del propietario del señorío. Los Registros de Estatutos (Charter Rolls) lo registraron como Kyngeston Lisle para una entrada de 1322, y como Kingston del Isle para una de 1336. El sufijo también ayuda a distinguir al pueblo y a la parroquia de Kingston Bagpuize, el cual está a 8 millas (12,9 km) al nordeste.

## Iglesia parroquial
La nave y el cancel de la iglesia parroquial dedicada a San Juan Bautista fueron construidos alrededor del año 1200, mientras que las ventanas del cancel son del período gótico del siglo XIV. Algunos vitrales aún se conservan en una ventana del sur del cancel. Alrededor de las ventanas este y norte del cancel hay murales del siglo XIV con representaciones de san Pedro, san Pablo y el martirio de san Juan Bautista. Asimismo, la iglesia es un monumento clasificado de Grado II*.
La parroquia de san Juan forma parte del beneficio de Ridgeway, junto con las parroquias de Childrey, Letcombe Bassett, Letcombe Regis, Sparsholt y West Challow.

## Historia económica y social

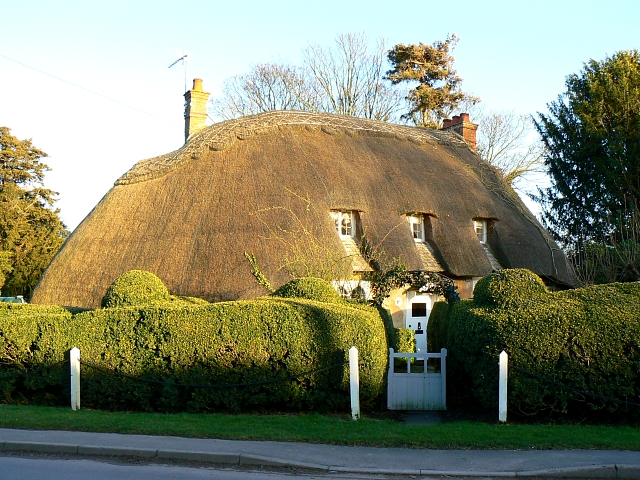
Church Cottage es una edificación del siglo XVI, con paredes de cob y techo de paja.

El Libro de Domesday de 1086 registró que Kinsgton Lisle tenía 31 hogares.
Kingeston Lisle Park es una casa de campo del siglo XVII en la orilla del pueblo; fue ampliada entre inicios de los siglos XVIII y XIX, y es un monumento clasificado de Grado II*.
Entre 1805 y 1807 se completó el tramo del Wilts & Berks Canal entre Longcot y Challow, el cual atraviesa la parroquia en Kingston Common alrededor de 0,75 millas (1,2 km) al norte del pueblo. El tráfico en el canal cesó casi por completo en 1901, y la ruta fue abandonada formalmente en 1914; sin embargo, Wilts & Berks Canal Trust está restaurando el canal.
La Great Western Main Line (lit. ‘Línea Principal del Gran Oeste’, en español), que atraviesa Vale of White Horse, se inauguró en 1840, y pasa por el límite de la parroquia de Kingston Lisle, aproximadamente a 1,75 millas (2,8 km) al norte del pueblo.

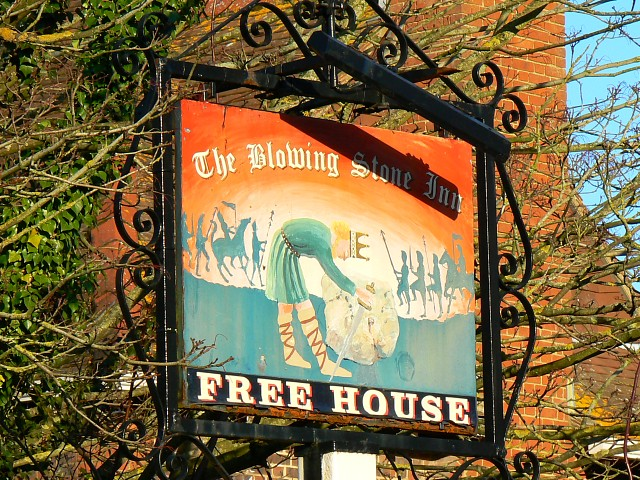
Señal junto al Blowing Stone Inn

## Comodidades
El pueblo tiene un pub, el Blowing Stone Inn.
La escuela primaria de Uffington está a tan solo 2 millas (3,2 km) de distancia de la parroquia, y cuenta con un servicio de autobús gratuito.[cita requerida]

## En la literatura
El pueblo aparece en la novela Tom Brown’s School Days, de Thomas Hughes.